# 何官錠
何官錠（英語：AL，1981年9月12日—），出生於臺北縣（今新北市），是台灣豐華唱片音樂製作人、作曲家、編曲家、填詞人
現屬 豐華唱片藝人發展部副理，曾為另一歌手謝和弦製作單曲《於是長大了以後》並入圍第23屆金曲獎最佳單曲製作人獎。
除音樂製作外，何官錠曾在偶像劇《微笑PASTA》飾演「地下公社」樂團成員及電影《混混天團》飾演駐唱鍵盤手一角。

## 製作 / 參與製作
- 鄧福如
  - 未填詞
  - 聲聲慢
  - 一點點喜歡
  - Me&U
  - 如果有如果
  - 前面路口停
  - 自成一派
  - 黑羊
  - 數羊
  - 鄧大福是一隻貓
  - 超級豬頭
  - 女兒心如水
  - 良人
  - 起飛
  - 星空戀曲
  - ALL HAPPY
  - Fantasy Paradise
  - Thank you
  - 讓我愛上我
  - 許你向我看
- 謝和弦
  - 於是長大以後
  - 過來人
  - 牧羊少年的奇幻旅程
- 唐禹哲
  - 灰色河堤
- 陳大天
  - ROCK'N ROLL IS DEAD
- 田亞霍
  - 能不能 . 打勾勾 . 夢想家 . 賞你一個痛快 . Summer . 小醋瓶
- 郭靜
  - 燦爛的星光
- 卜學亮
  - 超跑情人夢
  - 唔驚輸
- 翁滋蔓
  - Love me
- 左左右右
  - 左左右右
  - 沙灘派對好棒棒
  - 謝謝老師
  - Happy ABC
  - 飛飛飛
  - 就是要Play
  - 奇幻心樂園
  - 動物王國
  - 我愛ㄅㄆㄇ
  - 眼睛體操
  - 知識森林
- 大小姐
  - Bling Bling過新年． 起立敬禮坐下．  LOVE
- 陸振熙 
  - 還是失眠
- 陳苡萊
  - 謎之音

## 作曲 / 參與作曲
- 鄧福如
  - 未填詞．聲聲慢．一點點喜歡 ．Me&U．如果有如果
  - 前面路口停． 鄧大福是一隻貓 ．超級豬頭 ．女兒心如水
  - 良人．起飛．星空戀曲 ．ALL HAPPY ．Fantasy Paradise
  - Thank you． 讓我愛上我． 許你向我看 .....等
- 劉德華 
  - 恩賜
- 陳大天 
  - ROCK'N ROLL IS DEAD
- JPM 
  - 愛情的下坡．喜歡你好久． 愛情Beautiful
- 郭靜 
  - 燦爛的星光
- 卜學亮 
  - 超跑情人夢．唔驚輸
- 翁滋蔓  
  - Love me
- 左左右右
  - 左左右右．沙灘派對好棒棒．謝謝老師．飛飛飛.奇幻心樂園.我愛ㄅㄆㄇ
- 大小姐 
  - Bling Bling過新年．起立敬禮坐下．LOVE
- 陸振熙  
  - 還是失眠
- 陳苡萊  
  - 謎之音
- 田亞霍      
  - Summer

## 編曲
- 鄧福如   
  - 未填詞．聲聲慢．一點點喜歡．Me&U．如果有如果
  - 前面路口停．鄧大福是一隻貓．超級豬頭．女兒心如水
  - 良人．起飛．星空戀曲．ALL HAPPY．Fantasy Paradise
  - Thank you．讓我愛上我．許你向我看．福爾摩斯．
  - 你好嗎天氣好嗎．黑羊 .....等
- 陳大天 
  - ROCK'N ROLL IS DEAD
- 謝和弦   
  - 於是長大以後．過來人．牧羊少年的奇幻旅程
- 唐禹哲   
  - 灰色河堤
- JPM 
  - 愛情的下坡．喜歡你好久
- 田亞霍
  - 我們的情人節. 打勾勾. 小醋瓶. 賞你一個痛快. 夢想家
- 郭靜 
  - 燦爛的星光
- 卜學亮 
  - 超跑情人夢．唔驚輸
- 王樂妍
  - 風箏
- 楊炅翰
  - 演技．大腦摘除後
- 左左右右 
  - 左左右右．謝謝老師．Happy ABC．飛飛飛．就是要Play. 我愛ㄅㄆㄇ
- 大小姐 
  - Bling Bling過新年．起立敬禮坐下．LOVE
- 陸振熙  
  - 還是失眠
- 蜜蜂少女隊
  - 節目比賽歌曲

## 作詞
- 左左右右．沙灘派對好棒棒. 我愛ㄅㄆㄇ

## 演唱會樂手
- 任賢齊[飆] 世界巡迴 鍵盤手
- 鄧福如 Legacy.香港演唱會 Band leader
- MP魔幻力量 我們的主場世界巡迴 鍵盤手
- MP魔幻力量 台大體育館黑白切演唱會 鍵盤手
- 陳大天 金曲音樂節 鍵盤手
- 宋念宇/江美琪 好友拉闊Show 鍵盤手
- A-lin 2015年 2016年 跨年演唱會 鍵盤手
- 范逸臣專屬鍵盤手
- 蔡依林 小河岸音樂會鍵盤手
- 蕭敬騰 貢寮海洋音樂祭演出鍵盤手
- 卜學亮 金曲音樂節 鍵盤手

## 獎項記錄
| 年份   | 單位                | 獎項       | 作品                             | 結果 |
| ------ | ------------------- | ---------- | -------------------------------- | ---- |
| 2022年 | 2022 Hito流行音樂獎 | Hito編曲人 | 〈怎麼忘記了你〉（與宋念宇共獲） | 獲獎 |